# Берестяне (хутір)
Берестяне (Берестень, рос. Берестень, Берестино, пол. Berestin) — колишня колонія у Малинській волості Радомисльського повіту Київської губернії та хутір Нянівської і Єлівської сільських рад Малинського району Малинської, Коростенської і Волинської округ.

## Населення
У 1896 році кількість населення становила 82 мешканці, дворів — 16, у 1924 році — 95 осіб, з перевагою населення німецької національности, дворів — 15, у 1926 році — 104 особи, дворів — 18.

## Історія
Лютеранське поселення північніше м. Радомишля; належало до лютеранських парафій у Києві та Радомишлі. Розміщувалася біля сіл Нянівка та Елівка.
У 1923 році включена до складу новоствореної Нянівської сільської ради, котра, від 7 березня 1923 року, стала частиною новоутвореного Малинського району Малинської округи. 21 жовтня 1925 року хутір передано до складу новоствореної Елівської (згодом — Єлівська) сільської ради Малинського району Коростенської округи.
Знятий з обліку населених пунктів до 1 жовтня 1941 року.